# بيل أونيل (لاعب كرة قاعدة)
بيل أونيل (بالإنجليزية: Bill O'Neill) هو لاعب كرة قاعدة أمريكي، ولد في 22 يناير 1880 في سانت جون في كندا، وتوفي في 20 يوليو 1920 في Woodhaven, Queens ‏ في الولايات المتحدة.

## وصلات خارجية
- بيل أونيل على موقع دوري كرة القاعدة الرئيسي (الإنجليزية)
- بيل أونيل على موقعبيزبول رفرنس.كوم (الدوري الرئيسي) (الإنجليزية)
- بيل أونيل على موقع جمعية أبحاث البيسبول الأمريكية (الإنجليزية)
- بيل أونيل على موقع إي إس بي إن.كوم (أم.أل.بي) (الإنجليزية)